# コニフェリルアルデヒドデヒドロゲナーゼ
コニフェリルアルデヒドデヒドロゲナーゼ（coniferyl-aldehyde dehydrogenase）は、フェニルプロパノイド生合成酵素の一つで、次の化学反応を触媒する酸化還元酵素である。 
コニフェリルアルデヒド + H2O + NAD(P)+ {\displaystyle \rightleftharpoons } フェルラ酸 + NAD(P)H + 2 H+
反応式の通り、この酵素の基質はコニフェリルアルデヒドと水とNAD+（またはNADP+）、生成物はフェルラ酸とNADH（またはNADPH）とH+である。
組織名はconiferyl aldehyde:NAD(P)+ oxidoreductaseである。